# Złota Kaczka
Złota Kaczka (Nederlands: Gouden Eend) is een Poolse filmprijs, die sinds 1956 jaarlijks wordt uitgereikt door het maandblad Film.

## Złota Kaczka voor film van het jaar
- 1956: Sprawa pilota Maresza
- 1957: Kanał
- 1958: Popiół i diament
- 1959: Pociąg
- 1960: Krzyżacy
- 1961: Matka Joanna od Aniołów
- 1962: Nóż w wodzie
- 1963: Jak być kochaną
- 1964: Pierwszy dzień wolności
- 1965: Popioły
- 1966: Faraon
- 1967: Westerplatte
- 1968: Żywot Mateusza
- 1969: Pan Wołodyjowski
- 1970: Krajobraz po bitwie
- 1971: Życie rodzinne
- 1972: Geen uitreiking
- 1973: Geen uitreiking
- 1974: Potop

- 1975: Bilans kwartalny
- 1976: Przepraszam, czy tu biją?
- 1977: Kochaj albo rzuć
- 1978: Spirala
- 1979: Klincz
- 1980: Kung-fu
- 1981: Geen uitreiking
- 1982: Geen uitreiking
- 1983: Wielki Szu
- 1984: Seksmisja
- 1985: Yesterday
- 1986: C.K. Dezerterzy
- 1987: Matka Królów
- 1988: Krótki film o zabijaniu
- 1989: Przesłuchanie
- 1990: Ucieczka z kina "Wolność"
- 1991: Podwójne życie Weroniki
- 1992: Psy
- 1993: Kolejność uczuć

- 1994: Trzy kolory: Biały
- 1995: Tato
- 1996: Pułkownik Kwiatkowski
- 1997: Kiler
- 1998: Historia kina w Popielawach
- 1999: Ogniem i mieczem
- 2000: Życie jako śmiertelna choroba przenoszona drogą płciową
- 2001: Cześć Tereska
- 2002: Edi
- 2003: Ciało
- 2004: Pręgi
- 2005: Komornik
- 2006: Plac Zbawiciela
- 2007: Ziemia obiecana
- 2008: Lejdis
- 2009: 33 sceny z życia
- 2010: Dom zły
- 2011: Sala samobójców
- 2012: Jesteś Bogiem